# Майкл Шеклефорд
Майкл Шеклефорд (23 травня 1965 року в Пасадена, Каліфорнія, США), також відомий як "Майстер випадковостей" (назва запозичена у Дональда Ангеліні ), - американський математик і актуарій, широко відомий своїм професійним математичним аналізом ігор казино. Він також є ад'юнкт-професором в області актуарних розрахунків і математики в університеті Невади, Лас Вегас.
Майкл зацікавився математикою азартних ігор в юному віці, на що його надихнуло ознайомлення з довідником Джона Скарна з азартних ігор казино.
Покликання до математики Шеклефорд виявив у себе, коли він вперше почав вивчати алгебру в школі, приблизно в 11-річному віці. Він описував, як математика стала для нього чимось новим і цікавим на шляху його становлення як "Майстра випадковостей". Трудовий шлях Майкл почав в сфері послуг швидкого харчування, працюючи в парку розваг Ноттс Беррі Фарм в Буена-Парк (Каліфорнія). Його наступним місцем роботи був Діснейленд в Анахайм (Каліфорнія), де він доглядав за парком атракціонів. Достатньо потрудившись у парках розваг, Шеклефорд пізніше працював на складі, в аеропорту Санта-Барбари і на різних офісних посадах. Його кар'єрними спрямуваннями в ті дні, як і раніше, було навчання людей тонкощам ігрової індустрії, чим він і займався з 1998 року. Перед тим, як запустити свої вебсайти, він був державним актуарієм в Балтіморі і облаштовував цілком комфортне життя. Близько року зайняло у Майкла переконання своєї дружини в необхідності започаткування власної справи, пов'язаної з індустрією азартних ігор в ролі "Майстра випадковостей". Заради цієї мрії Майкл відмовився від своєї державної зарплати, зайнявся улюбленою справою, що привело його до популярності .
Шеклефорд є добре відомим завдяки своїм вебсайтам "The Wizard of Odds" і "The Wizard of Vegas", що містять аналіз і стратегії для сотень ігор казино. Популярності він набув у 2002 році невдовзі після переїзду до Лас Вегаса, коли він опублікував роботу з рейтингами відсотків виплат ігрових автоматів, які до цього вважалися секретними і недоступними. Метою публікації було показати, які казино Лас Вегаса налаштовують свої слот-машини на кращі і гірші виплати.
Це дослідження було визнано новаторським . Обидва сайти Wizard були продані 19 вересня 2014 року за 2,35 млн.доларів мережі LatestCasinoBonuses (LCB) .
Шеклефорд також займається аналізом нових ігор для розробників ігор та казино. Його найбільш відомими клієнтами є Hilton, Realtime Gaming, Playtech, Shuffle Master. Він є автором роботи "Азартні ігри 102: найкращі стратегії для всіх ігор казино (Хантінгтон Прес, 2005). Раніше він був ад'юнкт-професором математики казино в університеті Невади, Лас Вегас, і редактором журналу Casino Player.
Майкл Шеклефорд відомий тим, що привернув увагу медіа до практики нечесних азартних ігор, таких, як справа №2008-7136L, заведена державним комітетом з контролю над азартними іграми проти казино "Стратосфера" за невиплату ставки на спорт . Ще одним прикладом є його детальне розслідування щодо звинувачення у шахрайстві "Absolute Poker" після того, як вони привернули його увагу завдяки анонімному джерелу 24 вересня 2007 року .
Шеклефорд періодично консультується з питань азартних ігор за межами штату Невада. У 2010 році "Pittsburgh Live" запросив консультацію з приводу того, чи посилили ігрові компанії Пенсильванії свої правила по блекджеку.
Щороку професійний гравець Макс Рубін проводить знаменитий Блекджек Болл, закритий захід, на який можливо потрапити лише за запрошенням, переможцеві якого присвоюється титул "Найкращий азартний гравець у світі". Під час проведення турніру учасникам задаються тривіальні і математичні питання, а також випробуванню піддаються їхні навички (підрахунок карт, подача сигналів тощо). Переможцем 2011 року став Майкл Шеклефорд .
До зміни кар'єрного спрямування, Шеклефорд працював претензіоністом, а потім актуарієм в Адміністрації США з питань соціального забезпечення з 1992 по 2000 рік . Його головною відповідальністю було надання оцінки короткострокових витрат і вигод від зміни законодавства про соціальне забезпечення. Однак, він був добре відомий через дослідження найбільш популярних дитячих імен року, починаючи з 1880 року . Результати цього дослідження були опубліковані в багатьох книгах, газетах і журналах, а Адміністрація з питань соціального забезпечення зараз офіційно публікує щороку новий список найпопулярніших імен за попередній рік, разом з іменами за всі попередні роки.
Інтерес Шеклефорда в більш широкому розмаїтті математичних тем показаний у його колекції математичних головоломок і завдань для дозвілля.
Майкл Шеклефорд проживає у Лас Вегасі, штат Невада,  США, одружений, має трьох дітей.